# 瞳を僕にちかづけて
『瞳を僕にちかづけて』は、コルベッツの5枚目のシングル。1993年4月28日にハミングバードよりリリースされた。

## 概要
前作より3ヶ月ぶりとなるシングル。表題曲は日本テレビ系 土曜グランド劇場『日曜はダメよ』主題歌。

## チャート成績
オリコン週間シングルランキングでは週間14位にランクインした。2023年5月現在最も売れたシングル。

## 収録曲
1. 瞳を僕にちかづけて
作詞：康珍化／作曲：都志見隆
2. もう二度と離さない
3. 瞳を僕にちかづけて（オリジナル・カラオケ）